# Pandemia di COVID-19 in Austria

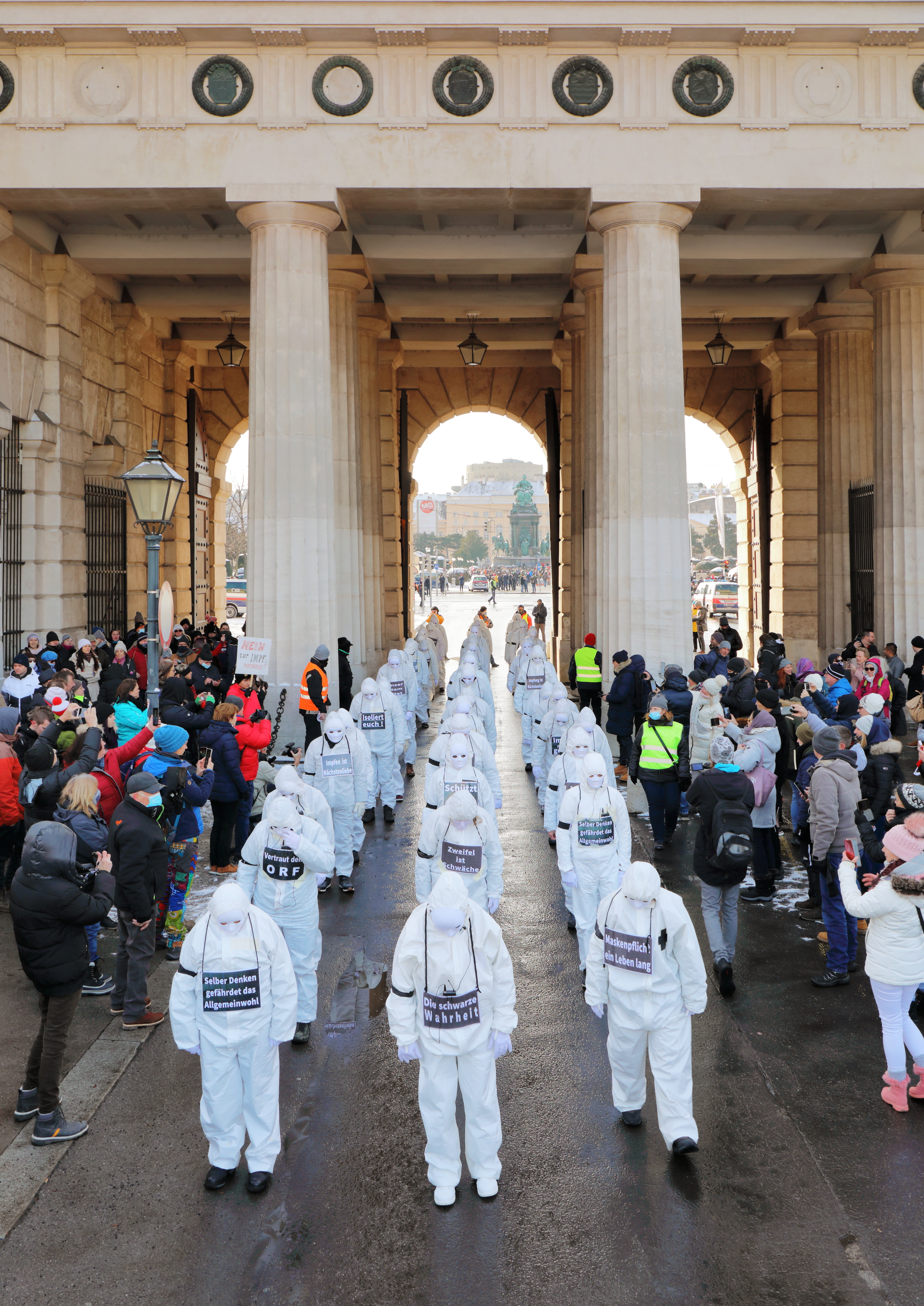
Protesta contro le restrizioni a Vienna, 16 gennaio 2021

La pandemia di COVID-19 in Austria inizia il 25 febbraio 2020, con i primi due casi confermati importati dalla Lombardia e curati in un ospedale di Innsbruck. Secondo nuovi dati diffusi dalle autorità austriache il 23 giugno 2020, invece, il primo caso nel paese sarebbe stato registrato a Ischgl, in Tirolo, l'8 febbraio.
Il 5 maggio 2023, l'Organizzazione mondiale della sanità dichiara ufficialmente la fine della pandemia.

## Antefatti
Il 12 gennaio 2020, l'Organizzazione mondiale della sanità (OMS) ha confermato che un nuovo coronavirus era la causa di una nuova infezione polmonare che aveva colpito diversi abitanti della città di Wuhan, nella provincia cinese dell'Hubei, il cui caso era stato portato all'attenzione dell'OMS il 31 dicembre 2019.
Sebbene nel tempo il tasso di mortalità della COVID-19 si sia rivelato decisamente più basso di quello dell'epidemia di SARS che aveva imperversato nel 2003, la trasmissione del virus SARS-CoV-2, alla base della COVID-19, è risultata essere molto più ampia di quella del precedente virus del 2003, e ha portato a un numero totale di morti molto più elevato.

## Diffusione della pandemia
Il 25 febbraio 2020 l'Austria ha confermato i primi due casi di COVID-19, un uomo 24enne e una donna 24enne dalla Lombardia, risultati positivi e curati in un ospedale di Innsbruck, in Tirolo.
Al 27 febbraio, un uomo di 72 anni a Vienna era stato per 10 giorni all'ospedale Krankenanstalt Rudolfstiftung con sintomi influenzali prima di essere risultato positivo al SARS-CoV-2. È stato quindi trasferito all'ospedale Kaiser-Franz-Josef. Un'altra coppia risultata positiva e i loro due figli che mostravano sintomi sono stati ricoverati all'ospedale Kaiser-Franz-Josef. La famiglia era stata in precedenza in vacanza in Lombardia. Il 28 febbraio uno dei due figli è risultato positivo. Sono state prese precauzioni al suo liceo, mandando 4 insegnanti e 23 studenti in isolamento a casa.
A partire dal 1º marzo 2020, le autorità in Germania e nei Paesi nordici hanno iniziato a identificare la località sciistica austriaca di Ischgl come uno dei principali focolai del coronavirus. Diverse centinaia di infezioni sono state poi rintracciate nella città, con trasmissioni avvenute dalla fine di febbraio in poi. Dopo aver inizialmente minimizzato i rischi, il 13 marzo le autorità tirolesi hanno messo l'intera città in quarantena.
Il 10 marzo, il governo Kurz II ha annunciato che tutte le università avrebbero chiuso i corsi in presenza entro il 16 marzo. Tutti gli eventi all'aperto con più di 500 persone e quelli al coperto con più di 100 persone sono stati cancellati. A tutti i ragazzi di età superiore ai 14 anni è stato ordinato di rimanere a casa dal 15 marzo, ed ai più piccoli a partire dal 17 marzo e fino al 4 aprile. Sono state stabilite restrizioni ai viaggi per le persone provenienti dall'Italia. Il governo ha chiesto al pubblico in generale di evitare contatti sociali e ha annunciato che sarebbero state presto introdotte ulteriori restrizioni.
Il 12 marzo, l'Austria ha confermato il primo decesso positivo alla COVID-19, un 69enne di Vienna, morto nell'ospedale Kaiser-Franz-Josef.
Entro il 13 marzo, c'erano 422 casi confermati. Ai potenziali infetti da COVID-19 è stato chiesto di non andare in nessun caso da un medico e/o in una clinica per ridurre il rischio di infezione. È stato chiesto loro di chiamare invece il numero sanitario 1450. Il 15 marzo ci sono state circa 70 volte più chiamate al 1450 rispetto alle altre domeniche prima della pandemia.
Il 15 marzo è stato anche annunciato il divieto di raduni pubblici di più di 5 persone e la chiusura dei ristoranti è stata ordinata dal 17 marzo. Inoltre, Günther Platter, il governatore del Tirolo, ha annunciato un lockdown di una settimana per l'intera provincia. I residenti in Tirolo dovevano restare nelle loro case tranne che per motivi indispensabili come l'acquisto di cibo o medicine, visitare il medico, ritirare denaro o portare a spasso un cane.
Dal 16 marzo al 20 aprile 2020, a livello nazionale, si poteva uscire di casa solo per attività professionali necessarie, acquisti necessari (generi alimentari o farmaci), assistere altre persone, attività esterne, da soli o in compagnia di persone che vivono nella stessa famiglia.
Il 27 marzo 2020, il ministro federale della sanità Rudolf Anschober ha annunciato che in Austria si prevedeva che il picco della pandemia sarebbe stato raggiunto tra metà aprile e metà maggio 2020. Il 30 marzo, il governo austriaco ha annunciato che tutti coloro che entrano in un negozio devono indossare una mascherina facciale, a partire dal 6 aprile, e che avrebbe condotto test casuali.
Dal 1° al 6 aprile, i test casuali sono stati condotti dall'Istituto SORA che ha contattato 2000 candidati selezionati casualmente nelle regioni colpite dal virus, 1544 dei candidati sono stati testati. Sulla base dello studio, la prevalenza dell'infezione nella popolazione non ospedalizzata è stata ricalcolata, ottenendo una stima intorno allo 0,33%.
Il 14 aprile, indossare maschere facciali è diventato obbligatorio anche sui trasporti pubblici. Allo stesso tempo, negozi al dettaglio e negozi di articoli per la casa di dimensioni inferiori a 400 metri quadrati potrebbero già riaprire. Entro la fine di aprile, i nuovi casi si erano stabilizzati intorno a una media di 20-50 al giorno. Con questo in mente, il 20 aprile il governo ha iniziato ad allentare il blocco.
Il 17 maggio l'Austria non ha segnalato alcun decesso aggiuntivo per COVID-19 nelle ultime 24 ore per la prima volta dal 20 marzo.
A metà agosto i casi hanno ripreso a salire, facendo temere una seconda ondata, dichiarata poi il 13 settembre dal cancelliere austriaco Sebastian Kurz.
Il 3 ottobre, le nuove infezioni giornaliere hanno superato per la prima volta il migliaio. Il 13 ottobre sono stati annunciati i risultati di un'indagine sul focolaio di Ischgl a marzo, comprese le conclusioni secondo cui la chiusura delle strutture sciistiche era stata più tardiva del previsto e la partenza dei turisti non era stata gestita in modo ordinato. Quando era stato annunciato un blocco completo, migliaia di turisti avevano tentato di andarsene nel giro di poche ore.
Il 17 novembre 2020 è entrato in vigore un secondo lockdown rigido fino al 6 dicembre. L'obiettivo era quello di ridurre significativamente il numero di nuovi casi e alleviare la pressione sugli ospedali. Il 26 dicembre è entrato in vigore un terzo lockdown rigido fino al 24 gennaio 2021. Tra il 7 e il 25 dicembre 2020, le restrizioni sono state leggermente allentate per consentire acquisti natalizi limitati e riunioni familiari limitate durante le vacanze natalizie. L'obiettivo del terzo lockdown rigido era quello di ridurre ulteriormente il numero di nuove infezioni. A gennaio 2021, diverse migliaia di austriaci hanno protestato a Vienna contro le restrizioni.

## Andamento dei contagi

### Casi, guariti e morti complessivi giorno per giorno
| Data | Data       |  | Numero di casi  | Numero di morti |
| --- | ---------- |  | --------------- | --------------- |
| 29-02-2020 | 29-02-2020 |  | 5(N.D.)         |                 |
| 01-03-2020 | 01-03-2020 |  | 10(+100%)       |                 |
| 02-03-2020 | 02-03-2020 |  | 10(=)           |                 |
| 03-03-2020 | 03-03-2020 |  | 18(+80%)        |                 |
| 04-03-2020 | 04-03-2020 |  | 29(+61%)        |                 |
| 05-03-2020 | 05-03-2020 |  | 41(+41%)        |                 |
| 06-03-2020 | 06-03-2020 |  | 55(+34%)        |                 |
| 07-03-2020 | 07-03-2020 |  | 79(+44%)        |                 |
| 08-03-2020 | 08-03-2020 |  | 97(+23%)        |                 |
| 09-03-2020 | 09-03-2020 |  | 129(+33%)       |                 |
| 10-03-2020 | 10-03-2020 |  | 178(+38%)       |                 |
| 11-03-2020 | 11-03-2020 |  | 242(+36%)       |                 |
| 12-03-2020 | 12-03-2020 |  | 361(+47%)       | 1(N.D.)         |
| 13-03-2020 | 13-03-2020 |  | 498(+40%)       | 1(=)            |
| 14-03-2020 | 14-03-2020 |  | 648(+30%)       | 1(=)            |
| 15-03-2020 | 15-03-2020 |  | 853(+32%)       | 1(=)            |
| 16-03-2020 | 16-03-2020 |  | 1 004(+18%)     | 3(+200%)        |
| 17-03-2020 | 17-03-2020 |  | 1 320(+31%)     | 3(=)            |
| 18-03-2020 | 18-03-2020 |  | 1 633(+24%)     | 4(+33%)         |
| 19-03-2020 | 19-03-2020 |  | 1 999(+22%)     | 6(+50%)         |
| 20-03-2020 | 20-03-2020 |  | 2 373(+19%)     | 6(=)            |
| 21-03-2020 | 21-03-2020 |  | 2 797(+18%)     | 8(+33%)         |
| 22-03-2020 | 22-03-2020 |  | 3 219(+15%)     | 16(+100%)       |
| 23-03-2020 | 23-03-2020 |  | 3 894(+21%)     | 21(+31%)        |
| 24-03-2020 | 24-03-2020 |  | 4 848(+24%)     | 28(+33%)        |
| 25-03-2020 | 25-03-2020 |  | 5 529(+14%)     | 31(+11%)        |
| 26-03-2020 | 26-03-2020 |  | 6 349(+15%)     | 49(+58%)        |
| 27-03-2020 | 27-03-2020 |  | 7 341(+16%)     | 58(+18%)        |
| 28-03-2020 | 28-03-2020 |  | 7 927(+8%)      | 68(+17%)        |
| 29-03-2020 | 29-03-2020 |  | 8 536(+7,7%)    | 86(+26%)        |
| 30-03-2020 | 30-03-2020 |  | 9 377(+9,9%)    | 108(+26%)       |
| 31-03-2020 | 31-03-2020 |  | 9 974(+6,4%)    | 128(+19%)       |
| 01-04-2020 | 01-04-2020 |  | 10 482(+5,1%)   | 146(+14%)       |
| 02-04-2020 | 02-04-2020 |  | 10 967(+4,6%)   | 158(+8,2%)      |
| 03-04-2020 | 03-04-2020 |  | 11 383(+3,8%)   | 168(+6,3%)      |
| 04-04-2020 | 04-04-2020 |  | 11 665(+2,5%)   | 186(+11%)       |
| 05-04-2020 | 05-04-2020 |  | 11 907(+2,1%)   | 204(+9,7%)      |
| 06-04-2020 | 06-04-2020 |  | 12 206(+2,5%)   | 220(+7,8%)      |
| 07-04-2020 | 07-04-2020 |  | 12 519(+2,6%)   | 243(+10%)       |
| 08-04-2020 | 08-04-2020 |  | 12 852(+2,7%)   | 273(+12%)       |
| 09-04-2020 | 09-04-2020 |  | 13 138(+2,2%)   | 295(+8,1%)      |
| 10-04-2020 | 10-04-2020 |  | 13 492(+2,7%)   | 319(+8,1%)      |
| 11-04-2020 | 11-04-2020 |  | 13 776(+2,1%)   | 337(+5,6%)      |
| 12-04-2020 | 12-04-2020 |  | 13 894(+0,86%)  | 350(+3,9%)      |
| 13-04-2020 | 13-04-2020 |  | 13 999(+0,76%)  | 368(+5,1%)      |
| 14-04-2020 | 14-04-2020 |  | 14 159(+1,1%)   | 384(+4,3%)      |
| 15-04-2020 | 15-04-2020 |  | 14 321(+1,1%)   | 393(+2,3%)      |
| 16-04-2020 | 16-04-2020 |  | 14 451(+0,91%)  | 410(+4,3%)      |
| 17-04-2020 | 17-04-2020 |  | 14 553(+0,71%)  | 431(+5,1%)      |
| 18-04-2020 | 18-04-2020 |  | 14 637(+0,58%)  | 443(+2,8%)      |
| 19-04-2020 | 19-04-2020 |  | 14 696(+0,4%)   | 452(+2%)        |
| 20-04-2020 | 20-04-2020 |  | 14 755(+0,4%)   | 470(+4%)        |
| 21-04-2020 | 21-04-2020 |  | 14 810(+0,37%)  | 491(+4,5%)      |
| 22-04-2020 | 22-04-2020 |  | 14 889(+0,53%)  | 510(+3,9%)      |
| 23-04-2020 | 23-04-2020 |  | 14 963(+0,5%)   | 522(+2,4%)      |
| 24-04-2020 | 24-04-2020 |  | 15 038(+0,5%)   | 530(+1,5%)      |
| 25-04-2020 | 25-04-2020 |  | 15 117(+0,53%)  | 536(+1,1%)      |
| 26-04-2020 | 26-04-2020 |  | 15 175(+0,38%)  | 542(+1,1%)      |
| 27-04-2020 | 27-04-2020 |  | 15 239(+0,42%)  | 549(+1,3%)      |
| 28-04-2020 | 28-04-2020 |  | 15 286(+0,31%)  | 569(+3,6%)      |
| 29-04-2020 | 29-04-2020 |  | 15 353(+0,44%)  | 580(+1,9%)      |
| 30-04-2020 | 30-04-2020 |  | 15 424(+0,46%)  | 584(+0,69%)     |
| 01-05-2020 | 01-05-2020 |  | 15 470(+0,3%)   | 589(+0,86%)     |
| 02-05-2020 | 02-05-2020 |  | 15 508(+0,25%)  | 596(+1,2%)      |
| 03-05-2020 | 03-05-2020 |  | 15 527(+0,12%)  | 598(+0,34%)     |
| 04-05-2020 | 04-05-2020 |  | 15 551(+0,15%)  | 600(+0,33%)     |
| 05-05-2020 | 05-05-2020 |  | 15 579(+0,18%)  | 606(+1%)        |
| 06-05-2020 | 06-05-2020 |  | 15 633(+0,35%)  | 608(+0,33%)     |
| 07-05-2020 | 07-05-2020 |  | 15 665(+0,2%)   | 609(+0,16%)     |
| 08-05-2020 | 08-05-2020 |  | 15 714(+0,31%)  | 614(+0,82%)     |
| 09-05-2020 | 09-05-2020 |  | 15 756(+0,27%)  | 615(+0,16%)     |
| 10-05-2020 | 10-05-2020 |  | 15 786(+0,19%)  | 618(+0,49%)     |
| 11-05-2020 | 11-05-2020 |  | 15 845(+0,37%)  | 620(+0,32%)     |
| 12-05-2020 | 12-05-2020 |  | 15 894(+0,31%)  | 623(+0,48%)     |
| 13-05-2020 | 13-05-2020 |  | 15 973(+0,5%)   | 624(+0,16%)     |
| 14-05-2020 | 14-05-2020 |  | 16 014(+0,26%)  | 626(+0,32%)     |
| 15-05-2020 | 15-05-2020 |  | 16 093(+0,49%)  | 628(+0,32%)     |
| 16-05-2020 | 16-05-2020 |  | 16 146(+0,33%)  | 629(+0,16%)     |
| 17-05-2020 | 17-05-2020 |  | 16 167(+0,13%)  | 629(=)          |
| 18-05-2020 | 18-05-2020 |  | 16 201(+0,21%)  | 629(=)          |
| 19-05-2020 | 19-05-2020 |  | 16 261(+0,37%)  | 632(+0,48%)     |
| 20-05-2020 | 20-05-2020 |  | 16 295(+0,21%)  | 633(+0,16%)     |
| 21-05-2020 | 21-05-2020 |  | 16 335(+0,25%)  | 633(=)          |
| 22-05-2020 | 22-05-2020 |  | 16 388(+0,32%)  | 635(+0,32%)     |
| 23-05-2020 | 23-05-2020 |  | 16 414(+0,16%)  | 639(+0,63%)     |
| 24-05-2020 | 24-05-2020 |  | 16 440(+0,16%)  | 640(+0,16%)     |
| 25-05-2020 | 25-05-2020 |  | 16 459(+0,12%)  | 641(+0,16%)     |
| 26-05-2020 | 26-05-2020 |  | 16 497(+0,23%)  | 643(+0,31%)     |
| 27-05-2020 | 27-05-2020 |  | 16 514(+0,1%)   | 645(+0,31%)     |
| 28-05-2020 | 28-05-2020 |  | 16 544(+0,18%)  | 668(+3,6%)      |
| 29-05-2020 | 29-05-2020 |  | 16 575(+0,19%)  | 668(=)          |
| 30-05-2020 | 30-05-2020 |  | 16 685(+0,66%)  | 668(=)          |
| 31-05-2020 | 31-05-2020 |  | 16 731(+0,28%)  | 668(=)          |
| 01-06-2020 | 01-06-2020 |  | 16 733(+0,01%)  | 668(=)          |
| 02-06-2020 | 02-06-2020 |  | 16 759(+0,16%)  | 669(+0,15%)     |
| 03-06-2020 | 03-06-2020 |  | 16 771(+0,07%)  | 670(+0,15%)     |
| 04-06-2020 | 04-06-2020 |  | 16 805(+0,2%)   | 670(=)          |
| 05-06-2020 | 05-06-2020 |  | 16 843(+0,23%)  | 672(+0,3%)      |
| 06-06-2020 | 06-06-2020 |  | 16 898(+0,33%)  | 672(=)          |
| 07-06-2020 | 07-06-2020 |  | 16 902(+0,02%)  | 672(=)          |
| 08-06-2020 | 08-06-2020 |  | 16 968(+0,39%)  | 672(=)          |
| 09-06-2020 | 09-06-2020 |  | 16 979(+0,06%)  | 672(=)          |
| 10-06-2020 | 10-06-2020 |  | 17 005(+0,15%)  | 673(+0,15%)     |
| 11-06-2020 | 11-06-2020 |  | 17 034(+0,17%)  | 674(+0,15%)     |
| 12-06-2020 | 12-06-2020 |  | 17 064(+0,18%)  | 675(+0,15%)     |
| 13-06-2020 | 13-06-2020 |  | 17 078(+0,08%)  | 677(+0,3%)      |
| 14-06-2020 | 14-06-2020 |  | 17 109(+0,18%)  | 677(=)          |
| 15-06-2020 | 15-06-2020 |  | 17 135(+0,15%)  | 678(+0,15%)     |
| 16-06-2020 | 16-06-2020 |  | 17 189(+0,32%)  | 681(+0,44%)     |
| 17-06-2020 | 17-06-2020 |  | 17 203(+0,08%)  | 687(+0,88%)     |
| 18-06-2020 | 18-06-2020 |  | 17 223(+0,12%)  | 688(+0,15%)     |
| 19-06-2020 | 19-06-2020 |  | 17 271(+0,28%)  | 688(=)          |
| 20-06-2020 | 20-06-2020 |  | 17 323(+0,3%)   | 688(=)          |
| 21-06-2020 | 21-06-2020 |  | 17 341(+0,1%)   | 690(+0,29%)     |
| 22-06-2020 | 22-06-2020 |  | 17 380(+0,22%)  | 690(=)          |
| 23-06-2020 | 23-06-2020 |  | 17 408(+0,16%)  | 693(+0,43%)     |
| 24-06-2020 | 24-06-2020 |  | 17 449(+0,24%)  | 693(=)          |
| 25-06-2020 | 25-06-2020 |  | 17 477(+0,16%)  | 698(+0,72%)     |
| 26-06-2020 | 26-06-2020 |  | 17 522(+0,26%)  | 698(=)          |
| 27-06-2020 | 27-06-2020 |  | 17 580(+0,33%)  | 700(+0,29%)     |
| 28-06-2020 | 28-06-2020 |  | 17 654(+0,42%)  | 702(+0,29%)     |
| 29-06-2020 | 29-06-2020 |  | 17 723(+0,39%)  | 703(+0,14%)     |
| 30-06-2020 | 30-06-2020 |  | 17 766(+0,24%)  | 705(+0,28%)     |
| 01-07-2020 | 01-07-2020 |  | 17 873(+0,6%)   | 705(=)          |
| 02-07-2020 | 02-07-2020 |  | 17 941(+0,38%)  | 705(=)          |
| 03-07-2020 | 03-07-2020 |  | 18 050(+0,61%)  | 705(=)          |
| 04-07-2020 | 04-07-2020 |  | 18 165(+0,64%)  | 705(=)          |
| 05-07-2020 | 05-07-2020 |  | 18 280(+0,63%)  | 706(+0,14%)     |
| 06-07-2020 | 06-07-2020 |  | 18 365(+0,46%)  | 706(=)          |
| 07-07-2020 | 07-07-2020 |  | 18 421(+0,3%)   | 706(=)          |
| 08-07-2020 | 08-07-2020 |  | 18 513(+0,5%)   | 706(=)          |
| 09-07-2020 | 09-07-2020 |  | 18 615(+0,55%)  | 706(=)          |
| 10-07-2020 | 10-07-2020 |  | 18 709(+0,5%)   | 706(=)          |
| 11-07-2020 | 11-07-2020 |  | 18 783(+0,4%)   | 706(=)          |
| 12-07-2020 | 12-07-2020 |  | 18 897(+0,61%)  | 708(+0,28%)     |
| 13-07-2020 | 13-07-2020 |  | 18 948(+0,27%)  | 708(=)          |
| 14-07-2020 | 14-07-2020 |  | 19 021(+0,39%)  | 709(+0,14%)     |
| 15-07-2020 | 15-07-2020 |  | 19 154(+0,7%)   | 710(+0,14%)     |
| 16-07-2020 | 16-07-2020 |  | 19 270(+0,61%)  | 711(+0,14%)     |
| 17-07-2020 | 17-07-2020 |  | 19 439(+0,88%)  | 711(=)          |
| 18-07-2020 | 18-07-2020 |  | 19 573(+0,69%)  | 711(=)          |
| 19-07-2020 | 19-07-2020 |  | 19 655(+0,42%)  | 711(=)          |
| 20-07-2020 | 20-07-2020 |  | 19 743(+0,45%)  | 711(=)          |
| 21-07-2020 | 21-07-2020 |  | 19 827(+0,43%)  | 710(−0,14%)     |
| 22-07-2020 | 22-07-2020 |  | 19 929(+0,51%)  | 711(+0,14%)     |
| 23-07-2020 | 23-07-2020 |  | 20 099(+0,85%)  | 711(=)          |
| 24-07-2020 | 24-07-2020 |  | 20 214(+0,57%)  | 711(=)          |
| 25-07-2020 | 25-07-2020 |  | 20 338(+0,61%)  | 712(+0,14%)     |
| 26-07-2020 | 26-07-2020 |  | 20 472(+0,66%)  | 712(=)          |
| 27-07-2020 | 27-07-2020 |  | 20 558(+0,42%)  | 713(+0,14%)     |
| 28-07-2020 | 28-07-2020 |  | 20 677(+0,58%)  | 713(=)          |
| 29-07-2020 | 29-07-2020 |  | 20 850(+0,84%)  | 716(+0,42%)     |
| 30-07-2020 | 30-07-2020 |  | 20 955(+0,5%)   | 718(+0,28%)     |
| 31-07-2020 | 31-07-2020 |  | 21 130(+0,84%)  | 718(=)          |
| 01-08-2020 | 01-08-2020 |  | 21 212(+0,39%)  | 718(=)          |
| 02-08-2020 | 02-08-2020 |  | 21 304(+0,43%)  | 718(=)          |
| 03-08-2020 | 03-08-2020 |  | 21 385(+0,38%)  | 718(=)          |
| 04-08-2020 | 04-08-2020 |  | 21 481(+0,45%)  | 719(+0,14%)     |
| 05-08-2020 | 05-08-2020 |  | 21 566(+0,4%)   | 719(=)          |
| 06-08-2020 | 06-08-2020 |  | 21 696(+0,6%)   | 719(=)          |
| 07-08-2020 | 07-08-2020 |  | 21 837(+0,65%)  | 720(+0,14%)     |
| 08-08-2020 | 08-08-2020 |  | 21 919(+0,38%)  | 721(+0,14%)     |
| 09-08-2020 | 09-08-2020 |  | 22 033(+0,52%)  | 721(=)          |
| 10-08-2020 | 10-08-2020 |  | 22 106(+0,33%)  | 723(+0,28%)     |
| 11-08-2020 | 11-08-2020 |  | 22 245(+0,63%)  | 723(=)          |
| 12-08-2020 | 12-08-2020 |  | 22 439(+0,87%)  | 724(+0,14%)     |
| 13-08-2020 | 13-08-2020 |  | 22 594(+0,69%)  | 725(+0,14%)     |
| 14-08-2020 | 14-08-2020 |  | 22 876(+1,2%)   | 725(=)          |
| 15-08-2020 | 15-08-2020 |  | 23 179(+1,3%)   | 728(+0,41%)     |
| 16-08-2020 | 16-08-2020 |  | 23 370(+0,82%)  | 728(=)          |
| 17-08-2020 | 17-08-2020 |  | 23 534(+0,7%)   | 729(+0,14%)     |
| 18-08-2020 | 18-08-2020 |  | 23 829(+1,3%)   | 729(=)          |
| 19-08-2020 | 19-08-2020 |  | 24 084(+1,1%)   | 729(=)          |
| 20-08-2020 | 20-08-2020 |  | 24 431(+1,4%)   | 729(=)          |
| 21-08-2020 | 21-08-2020 |  | 24 762(+1,4%)   | 730(+0,14%)     |
| 22-08-2020 | 22-08-2020 |  | 25 062(+1,2%)   | 732(+0,27%)     |
| 23-08-2020 | 23-08-2020 |  | 25 253(+0,76%)  | 732(=)          |
| 24-08-2020 | 24-08-2020 |  | 25 495(+0,96%)  | 733(+0,14%)     |
| 25-08-2020 | 25-08-2020 |  | 25 706(+0,83%)  | 733(=)          |
| 26-08-2020 | 26-08-2020 |  | 26 033(+1,3%)   | 733(=)          |
| 27-08-2020 | 27-08-2020 |  | 26 361(+1,3%)   | 733(=)          |
| 28-08-2020 | 28-08-2020 |  | 26 590(+0,87%)  | 733(=)          |
| 29-08-2020 | 29-08-2020 |  | 26 985(+1,5%)   | 733(=)          |
| 30-08-2020 | 30-08-2020 |  | 27 166(+0,67%)  | 733(=)          |
| 31-08-2020 | 31-08-2020 |  | 27 438(+1%)     | 733(=)          |
| 01-09-2020 | 01-09-2020 |  | 27 642(+0,74%)  | 734(+0,14%)     |
| 02-09-2020 | 02-09-2020 |  | 27 969(+1,2%)   | 734(=)          |
| 03-09-2020 | 03-09-2020 |  | 28 372(+1,4%)   | 735(+0,14%)     |
| 04-09-2020 | 04-09-2020 |  | 28 729(+1,3%)   | 735(=)          |
| 05-09-2020 | 05-09-2020 |  | 29 087(+1,2%)   | 735(=)          |
| 06-09-2020 | 06-09-2020 |  | 29 271(+0,63%)  | 736(+0,14%)     |
| 07-09-2020 | 07-09-2020 |  | 29 561(+0,99%)  | 746(+1,4%)      |
| 08-09-2020 | 08-09-2020 |  | 30 081(+1,8%)   | 747(+0,13%)     |
| 09-09-2020 | 09-09-2020 |  | 30 583(+1,7%)   | 747(=)          |
| 10-09-2020 | 10-09-2020 |  | 31 247(+2,2%)   | 748(+0,13%)     |
| 11-09-2020 | 11-09-2020 |  | 31 827(+1,9%)   | 750(+0,27%)     |
| 12-09-2020 | 12-09-2020 |  | 32 696(+2,7%)   | 754(+0,53%)     |
| 13-09-2020 | 13-09-2020 |  | 33 159(+1,4%)   | 756(+0,27%)     |
| 14-09-2020 | 14-09-2020 |  | 33 541(+1,2%)   | 757(+0,13%)     |
| 15-09-2020 | 15-09-2020 |  | 34 305(+2,3%)   | 757(=)          |
| 16-09-2020 | 16-09-2020 |  | 35 073(+2,2%)   | 758(+0,13%)     |
| 17-09-2020 | 17-09-2020 |  | 35 853(+2,2%)   | 758(=)          |
| 18-09-2020 | 18-09-2020 |  | 36 661(+2,3%)   | 763(+0,66%)     |
| 19-09-2020 | 19-09-2020 |  | 37 474(+2,2%)   | 765(+0,26%)     |
| 20-09-2020 | 20-09-2020 |  | 38 095(+1,7%)   | 766(+0,13%)     |
| 21-09-2020 | 21-09-2020 |  | 38 658(+1,5%)   | 767(+0,13%)     |
| 22-09-2020 | 22-09-2020 |  | 39 303(+1,7%)   | 771(+0,52%)     |
| 23-09-2020 | 23-09-2020 |  | 39 984(+1,7%)   | 777(+0,78%)     |
| 24-09-2020 | 24-09-2020 |  | 40 816(+2,1%)   | 783(+0,77%)     |
| 25-09-2020 | 25-09-2020 |  | 41 500(+1,7%)   | 786(+0,38%)     |
| 26-09-2020 | 26-09-2020 |  | 42 214(+1,7%)   | 787(+0,13%)     |
| 27-09-2020 | 27-09-2020 |  | 42 876(+1,6%)   | 787(=)          |
| 28-09-2020 | 28-09-2020 |  | 43 432(+1,3%)   | 790(+0,38%)     |
| 29-09-2020 | 29-09-2020 |  | 44 041(+1,4%)   | 796(+0,76%)     |
| 30-09-2020 | 30-09-2020 |  | 44 813(+1,8%)   | 799(+0,38%)     |
| 01-10-2020 | 01-10-2020 |  | 45 686(+1,9%)   | 802(+0,38%)     |
| 02-10-2020 | 02-10-2020 |  | 46 374(+1,5%)   | 803(+0,12%)     |
| 03-10-2020 | 03-10-2020 |  | 47 432(+2,3%)   | 809(+0,75%)     |
| 04-10-2020 | 04-10-2020 |  | 48 146(+1,5%)   | 813(+0,49%)     |
| 05-10-2020 | 05-10-2020 |  | 48 896(+1,6%)   | 818(+0,62%)     |
| 06-10-2020 |            |  |                 |                 |
| 07-10-2020 | 07-10-2020 |  | 50 848(N.D.)    | 830(N.D.)       |
| 08-10-2020 | 08-10-2020 |  | 52 057(+2,4%)   | 838(+0,96%)     |
| 09-10-2020 | 09-10-2020 |  | 53 188(+2,2%)   | 842(+0,48%)     |
| 10-10-2020 | 10-10-2020 |  | 54 423(+2,3%)   | 852(+1,2%)      |
| 11-10-2020 | 11-10-2020 |  | 55 319(+1,6%)   | 851(−0,12%)     |
| 12-10-2020 | 12-10-2020 |  | 56 298(+1,8%)   | 855(+0,47%)     |
| 13-10-2020 | 13-10-2020 |  | 57 326(+1,8%)   | 861(+0,7%)      |
| 14-10-2020 | 14-10-2020 |  | 58 672(+2,3%)   | 872(+1,3%)      |
| 15-10-2020 | 15-10-2020 |  | 60 224(+2,6%)   | 877(+0,57%)     |
| 16-10-2020 | 16-10-2020 |  | 61 387(+1,9%)   | 882(+0,57%)     |
| 17-10-2020 | 17-10-2020 |  | 63 621(+3,6%)   | 889(+0,79%)     |
| 18-10-2020 | 18-10-2020 |  | 64 806(+1,9%)   | 893(+0,45%)     |
| 19-10-2020 | 19-10-2020 |  | 65 927(+1,7%)   | 904(+1,2%)      |
| 20-10-2020 | 20-10-2020 |  | 67 451(+2,3%)   | 914(+1,1%)      |
| 21-10-2020 | 21-10-2020 |  | 69 409(+2,9%)   | 925(+1,2%)      |
| 22-10-2020 | 22-10-2020 |  | 71 844(+3,5%)   | 941(+1,7%)      |
| 23-10-2020 | 23-10-2020 |  | 74 415(+3,6%)   | 954(+1,4%)      |
| 24-10-2020 | 24-10-2020 |  | 78 029(+4,9%)   | 965(+1,2%)      |
| 25-10-2020 | 25-10-2020 |  | 80 811(+3,6%)   | 979(+1,5%)      |
| 26-10-2020 | 26-10-2020 |  | 83 267(+3%)     | 992(+1,3%)      |
| 27-10-2020 | 27-10-2020 |  | 86 102(+3,4%)   | 1 005(+1,3%)    |
| 28-10-2020 | 28-10-2020 |  | 89 496(+3,9%)   | 1 027(+2,2%)    |
| 29-10-2020 | 29-10-2020 |  | 93 949(+5%)     | 1 056(+2,8%)    |
| 30-10-2020 | 30-10-2020 |  | 99 576(+6%)     | 1 082(+2,5%)    |
| 31-10-2020 | 31-10-2020 |  | 104 925(+5,4%)  | 1 109(+2,5%)    |
| 01-11-2020 | 01-11-2020 |  | 109 881(+4,7%)  | 1 130(+1,9%)    |
| 02-11-2020 | 02-11-2020 |  | 114 016(+3,8%)  | 1 159(+2,6%)    |
| 03-11-2020 | 03-11-2020 |  | 118 198(+3,7%)  | 1 192(+2,8%)    |
| 04-11-2020 | 04-11-2020 |  | 125 099(+5,8%)  | 1 227(+2,9%)    |
| 05-11-2020 | 05-11-2020 |  | 132 515(+5,9%)  | 1 268(+3,3%)    |
| 06-11-2020 | 06-11-2020 |  | 138 979(+4,9%)  | 1 340(+5,7%)    |
| 07-11-2020 | 07-11-2020 |  | 147 220(+5,9%)  | 1 377(+2,8%)    |
| 08-11-2020 | 08-11-2020 |  | 153 153(+4%)    | 1 411(+2,5%)    |
| 09-11-2020 | 09-11-2020 |  | 158 746(+3,7%)  | 1 454(+3%)      |
| 10-11-2020 | 10-11-2020 |  | 164 866(+3,9%)  | 1 499(+3,1%)    |
| 11-11-2020 | 11-11-2020 |  | 172 380(+4,6%)  | 1 564(+4,3%)    |
| 12-11-2020 | 12-11-2020 |  | 181 642(+5,4%)  | 1 608(+2,8%)    |
| 13-11-2020 | 13-11-2020 |  | 191 228(+5,3%)  | 1 661(+3,3%)    |
| 14-11-2020 | 14-11-2020 |  | 198 291(+3,7%)  | 1 746(+5,1%)    |
| 15-11-2020 | 15-11-2020 |  | 203 956(+2,9%)  | 1 829(+4,8%)    |
| 16-11-2020 | 16-11-2020 |  | 208 613(+2,3%)  | 1 887(+3,2%)    |
| 17-11-2020 | 17-11-2020 |  | 214 597(+2,9%)  | 1 945(+3,1%)    |
| 18-11-2020 | 18-11-2020 |  | 221 688(+3,3%)  | 2 054(+5,6%)    |
| 19-11-2020 | 19-11-2020 |  | 228 683(+3,2%)  | 2 116(+3%)      |
| 20-11-2020 | 20-11-2020 |  | 235 351(+2,9%)  | 2 224(+5,1%)    |
| 21-11-2020 | 21-11-2020 |  | 241 962(+2,8%)  | 2 328(+4,7%)    |
| 22-11-2020 | 22-11-2020 |  | 247 188(+2,2%)  | 2 388(+2,6%)    |
| 23-11-2020 | 23-11-2020 |  | 250 333(+1,3%)  | 2 459(+3%)      |
| 24-11-2020 | 24-11-2020 |  | 254 710(+1,7%)  | 2 577(+4,8%)    |
| 25-11-2020 | 25-11-2020 |  | 260 512(+2,3%)  | 2 667(+3,5%)    |
| 26-11-2020 | 26-11-2020 |  | 266 038(+2,1%)  | 2 773(+4%)      |
| 27-11-2020 | 27-11-2020 |  | 270 992(+1,9%)  | 2 886(+4,1%)    |
| 28-11-2020 | 28-11-2020 |  | 275 661(+1,7%)  | 3 018(+4,6%)    |
| 29-11-2020 | 29-11-2020 |  | 279 708(+1,5%)  | 3 105(+2,9%)    |
| 30-11-2020 | 30-11-2020 |  | 282 456(+0,98%) | 3 184(+2,5%)    |
| 01-12-2020 | 01-12-2020 |  | 285 489(+1,1%)  | 3 325(+4,4%)    |
| 02-12-2020 | 02-12-2020 |  | 289 461(+1,4%)  | 3 446(+3,6%)    |
| 03-12-2020 | 03-12-2020 |  | 293 430(+1,4%)  | 3 538(+2,7%)    |
| 04-12-2020 | 04-12-2020 |  | 297 245(+1,3%)  | 3 651(+3,2%)    |
| 05-12-2020 | 05-12-2020 |  | 300 689(+1,2%)  | 3 757(+2,9%)    |
| 06-12-2020 | 06-12-2020 |  | 303 430(+0,91%) | 3 840(+2,2%)    |
| 07-12-2020 | 07-12-2020 |  | 305 693(+0,75%) | 3 897(+1,5%)    |
| 08-12-2020 | 08-12-2020 |  | 308 070(+0,78%) | 4 002(+2,7%)    |
| 09-12-2020 | 09-12-2020 |  | 311 002(+0,95%) | 4 056(+1,3%)    |
| 10-12-2020 | 10-12-2020 |  | 313 688(+0,86%) | 4 163(+2,6%)    |
| 11-12-2020 | 11-12-2020 |  | 316 581(+0,92%) | 4 289(+3%)      |
| 12-12-2020 | 12-12-2020 |  | 319 822(+1%)    | 4 415(+2,9%)    |
| 13-12-2020 | 13-12-2020 |  | 322 463(+0,83%) | 4 473(+1,3%)    |
| 14-12-2020 | 14-12-2020 |  | 325 051(+0,8%)  | 4 530(+1,3%)    |
| 15-12-2020 | 15-12-2020 |  | 327 679(+0,81%) | 4 648(+2,6%)    |
| 16-12-2020 | 16-12-2020 |  | 330 343(+0,81%) | 4 764(+2,5%)    |
| 17-12-2020 | 17-12-2020 |  | 332 828(+0,75%) | 4 982(+4,6%)    |
| 18-12-2020 | 18-12-2020 |  | 334 913(+0,63%) | 5 127(+2,9%)    |
| 19-12-2020 | 19-12-2020 |  | 337 209(+0,69%) | 5 209(+1,6%)    |
| 20-12-2020 | 20-12-2020 |  | 338 854(+0,49%) | 5 351(+2,7%)    |
| 21-12-2020 | 21-12-2020 |  | 340 373(+0,45%) | 5 435(+1,6%)    |
| 22-12-2020 | 22-12-2020 |  | 342 226(+0,54%) | 5 540(+1,9%)    |
| 23-12-2020 | 23-12-2020 |  | 344 357(+0,62%) | 5 654(+2,1%)    |
| 24-12-2020 | 24-12-2020 |  | 347 204(+0,83%) | 5 745(+1,6%)    |
| 25-12-2020 | 25-12-2020 |  | 349 055(+0,53%) | 5 783(+0,66%)   |
| 26-12-2020 | 26-12-2020 |  | 350 484(+0,41%) | 5 843(+1%)      |
| 27-12-2020 | 27-12-2020 |  | 351 892(+0,4%)  | 5 881(+0,65%)   |
| 28-12-2020 | 28-12-2020 |  | 353 484(+0,45%) | 5 931(+0,85%)   |
| 29-12-2020 | 29-12-2020 |  | 355 352(+0,53%) | 6 059(+2,2%)    |
| 30-12-2020 | 30-12-2020 |  | 357 902(+0,72%) | 6 149(+1,5%)    |
| 31-12-2020 | 31-12-2020 |  | 360 815(+0,81%) | 6 222(+1,2%)    |
| 01-01-2021 | 01-01-2021 |  | 362 911(+0,58%) | 6 261(+0,63%)   |
| Fonti: - Coronavirus \| Aktuelle Informationen \| Zahlen aus Österreich - Bundesministerium für Inneres (*) L'incremento di 23 decessi il 28 maggio è il risultato di un ricalcolo dei decessi avvenuti durante i mesi di marzo e aprile. In quella data non è stato registrato nessun nuovo decesso. (**) break in series, now using daily morning updates from the Interior Ministry (May 30 onwards). Because of the accurate new source (Interior Ministry instead of the Health Ministry), the daily increase between May 29-30 was not 110 cases as shown in the table, but 30 new cases. - Ultimo aggiornamento: 13.12.2020 |            |  |                 |                 |

### Per Stato federato
| Stato         | Casi totali | Attivi | Pro capite | Ospedalizzati | ICU | Decessi | Guariti |
| ------------- | ----------- | ------ | ---------- | ------------- | --- | ------- | ------- |
| Burgenland    | 11.095      | 394    | 133        | 44            | 8   | 218     | 10.483  |
| Carinzia      | 25.866      | 932    | 166        | 87            | 7   | 626     | 24.308  |
| Bassa Austria | 64.378      | 3.076  | 182        | 371           | 55  | 1.139   | 60.163  |
| Alta Austria  | 80.127      | 1.524  | 102        | 195           | 35  | 1.452   | 77.151  |
| Salisburghese | 33.981      | 1.584  | 283        | 107           | 19  | 431     | 31.966  |
| Stiria        | 49.077      | 2.217  | 178        | 238           | 39  | 1.596   | 45.264  |
| Tirolo        | 45.073      | 1.295  | 170        | 126           | 30  | 540     | 43.238  |
| Vorarlberg    | 22.598      | 642    | 161        | 51            | 9   | 251     | 21.705  |
| Vienna        | 82.203      | 2.516  | 131        | 457           | 97  | 1.468   | 78.219  |